# Camelot (jeu)
Pour les articles homonymes, voir Camelot (homonymie).
Camelot est un jeu de société créé par Reiner Knizia, édité par Asmodée depuis 2002.
Il se joue de 2 à 5 joueurs, à partir de 10 ans, et dure environ 40 minutes.
Le même jeu, avec les mêmes règles mais des dessins très différents, existe en allemand sous le nom Attacke, édité par F.X. Schmid, et en anglais sous le nom Ivanhoe, édité par GMT Games.

## Principe général
Le jeu se joue avec des cartes.

## Règles du jeu
Pour commencer, un joueur commence un tournoi en choisissant une couleur, correspondant à une arme (violet = lance, rouge = épée, bleu = hache, jaune = fléau, vert = mains nues). Puis, chacun leur tour, les joueurs peuvent poser des cartes numérotées de la couleur en cours (par exemple un 5 rouge si on joue en rouge) ou grises (qui représentent des aides : page ou dame), ou abandonner s'ils ne peuvent avoir un total plus grand que le joueur précédent. Quand il n'en reste qu'un, ce joueur gagne le tournoi : on lui remet un pion de couleur symbolisant sa victoire. On passe alors au tournoi suivant, et ainsi de suite.
D'autres cartes interviennent dans le jeu, aussi bien pour changer la couleur en cours, que pour voler des cartes aux autres.
La dame a une valeur de 6 (la plus élevée), mais attention à ne pas la décevoir ! Si on perd un tournoi en ayant posé la dame, elle nous vole un pion !

### But du jeu
Le but du jeu est de gagner un tournoi de chaque couleur.

### Matériel
110 cartes :
- 70 cartes de couleur, 14 cartes de chaque couleur ;
- 20 cartes de soutien ;
- 20 cartes d'action ;

25 jetons : 5 jetons de chaque couleur.

### Mise en place
On distribue 8 cartes à chaque joueur, le reste des cartes forment la pioche.
Les jetons de couleur sont placés de côté en attendant d'être distribués au fur et à mesure de la partie.